# Clasine Neuman
Clasina Carolina Frederica Neuman (* 10. Februar 1851 in Amsterdam; † 2. November 1908 in Den Haag) war eine niederländische Malerin.

## Leben und Werk

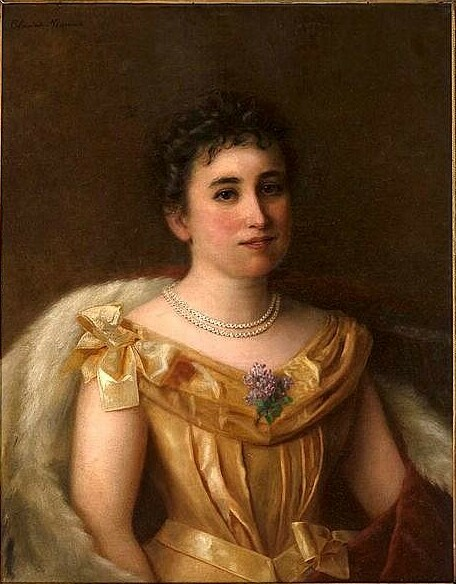
Porträt einer jungen Dame mit Perlenhalsband

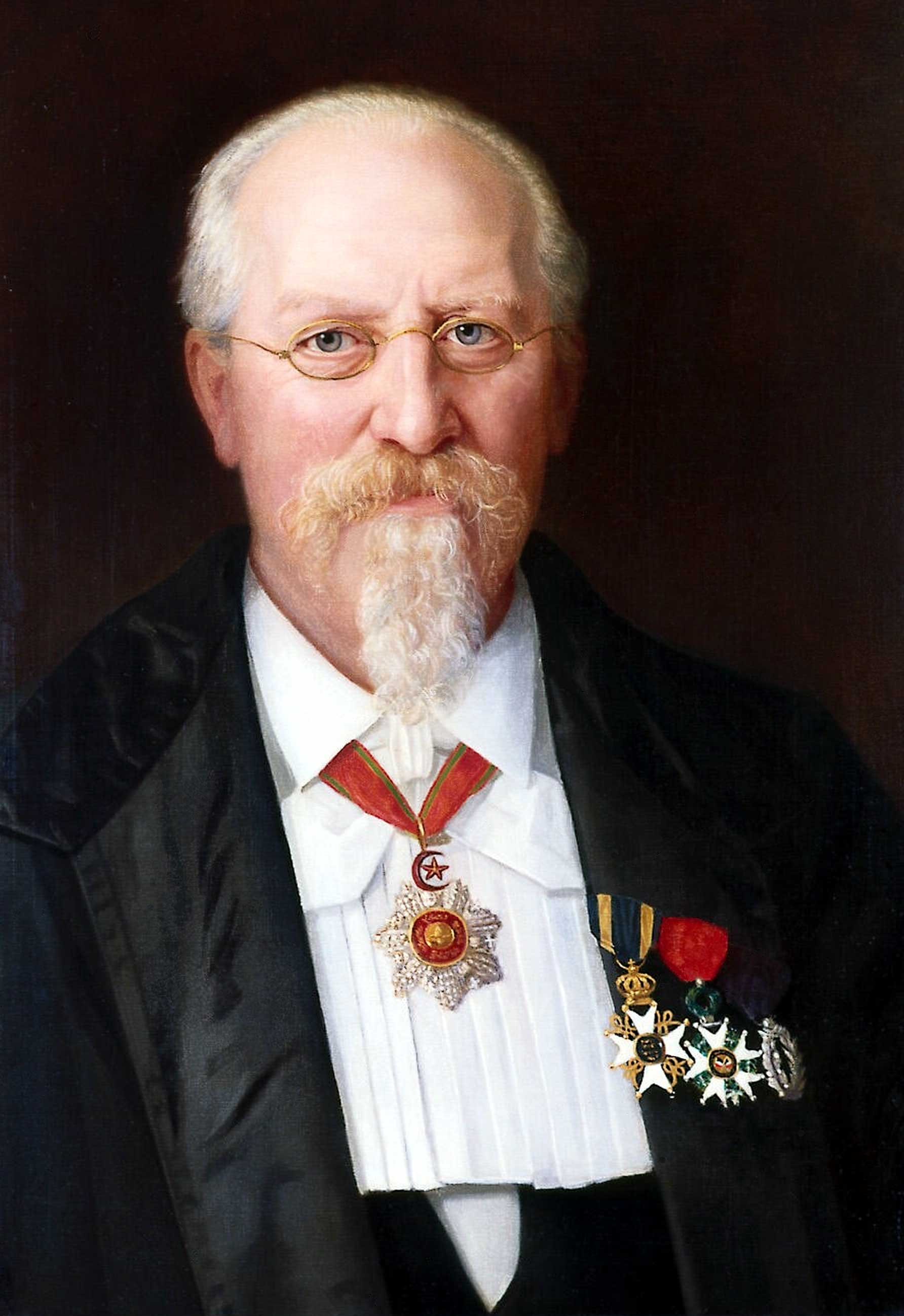
Porträt von Gilles van Oberbeek de Meij

Clasine Neuman wurde am 10. Februar 1851 als Tochter des Porträtmalers Johan Heinrich Neuman und Aletta Catharina Petronella Elisabeth Theunisz geboren. Sie besuchte die Rijksnormaalschool voor Teekenonderwijzers in Amsterdam und wurde von ihrem Vater unterrichtet. Sie war Mitglied der Künstlervereinigung Schilder- en teekengenootschap Kunstliefde Utrecht und Arti et Amicitiae Amsterdam. Sie nahm an den Ausstellungen der Vereinigungen teil.
Clasine Neuman starb am 2. November 1908 in Den Haag.